# جورج ستيفنز (لاعب كرة قدم)
جورج ستيفنز (بالإنجليزية: George Stevens)‏ (18 مارس 1910 في المملكة المتحدة - 1 يناير 1987) هو لاعب كرة قدم بريطاني (وحمل سابقاً جنسية المملكة المتحدة لبريطانيا العظمى وأيرلندا) في مركز الهجوم. لعب مع ستوكبورت كونتي ونادي إيفرتون ونادي ساوثيند يونايتد ونادي كرو ألكساندرا وNew Brighton A.F.C. ‏.

## وصلات خارجية
- جورج ستيفنز على موقع قاعدة بيانات كرة القدم.إي يو (الإنجليزية)